# Boris Konoplow
Boris Wsiewołodowicz Konoplow (ros. Борис Всеволодович Коноплёв, ur. 27 lipca 1919 w Bystrym Istoku, zm. 3 grudnia 2008 w Permie) – radziecki polityk, członek KC KPZR (1976-1989).
Po ukończeniu permskiego technikum lotniczego pracował w fabryce im. Kalinina, gdzie był technologiem i zastępcą sekretarza partyjnego komitetu fabrycznego. Od 1945 członek WKP(b), od 1947 etatowy funkcjonariusz partyjny, od 1948 zastępca kierownika wydziału kadr Stalińskiego Komitetu Rejonowego WKP(b) w Permie, następnie do stycznia 1950 II sekretarz tego komitetu. Od września 1953 do października 1954 II sekretarz, a od października 1954 do grudnia 1960 I sekretarz Komitetu Miejskiego KPZR w Permie. Od grudnia 1960 do stycznia 1963 II sekretarz Komitetu Obwodowego KPZR w Permie, od 17 grudnia 1962 do grudnia 1964 przewodniczący Komitetu Wykonawczego Przemysłowej Rady Obwodowej w Permie, od grudnia 1964 do listopada 1972 przewodniczący Komitetu Wykonawczego Rady Obwodowej w Permie. Od 23 listopada 1972 do 18 sierpnia 1988 I sekretarz Komitetu Obwodowego KPZR w Permie, od 5 marca 1976 do 25 kwietnia 1989 członek KC KPZR. 1966-1989 deputowany do Rady Związku Rady Najwyższej ZSRR. Od sierpnia 1988 na emeryturze.
23 lipca 2009 odsłonięto poświęconą mu tablicę pamiątkową, a 12 października 2010 jego pomnik w Permie.

## Odznaczenia
- Order Lenina (trzykrotnie)
- Order Czerwonego Sztandaru Pracy (dwukrotnie - 1966 i 1969)
- Order Czerwonej Gwiazdy

I medale.